# Buen Retiro (Cochabamba)
Buen Retiro ist eine Ortschaft im Departamento Cochabamba im südamerikanischen Andenstaat Bolivien. 

## Lage im Nahraum
Buen Retiro ist der fünftgrößte Ort des Kanton Capinota im Municipio Capinota in der Provinz Capinota. Die Ortschaft liegt auf einer Höhe von 2393 m an der Mündung des Río Rocha in den Río Arque, der flussabwärts den Namen Río Caine trägt und im weiteren Verlauf als Río Grande bezeichnet wird.

## Geographie
Buen Retiro liegt in der bolivianischen Cordillera Central im Übergangsbereich zum bolivianischen Tiefland. Die Region weist ein typisches Tageszeitenklima auf, bei dem die mittleren Temperaturschwankungen im Tagesverlauf deutlicher ausfallen als im Jahresverlauf.
Die mittlere Durchschnittstemperatur der Region liegt bei etwa 20 °C (siehe Klimadiagramm Capinota) und schwankt nur unwesentlich zwischen 16 °C im Juni und Juli und gut 22 °C im November und Dezember. Der Jahresniederschlag beträgt etwa 550 mm und weist eine ausgeprägte Trockenzeit von April bis November mit Monatsniederschlägen von unter 10 mm auf, nur in der Feuchtezeit von Dezember bis März fallen bis zu 140 mm Monatsniederschlag.

## Verkehrsnetz
Buen Retiro liegt 64 Straßenkilometer südlich von Cochabamba, der Hauptstadt des Departamentos.
Von Cochabamba aus führt in westlicher Richtung die asphaltierte Nationalstraße Ruta 4 über die Stadt Quillacollo nach Parotani und weiter nach Caracollo, wo sie auf die Ruta 1 stößt, die den Altiplano von Norden nach Süden durchquert und Verbindungen nach La Paz, Oruro und Potosí herstellt. In Parotani zweigt eine Landstraße in südlicher Richtung ab, die nach 29 Kilometern Capinota erreicht. Zwei Kilometer vor Capinota liegt rechts der Landstraße die Ortschaft Buen Retiro.

## Bevölkerung
Die Einwohnerzahl von Buen Retiro ist in dem Jahrzehnt zwischen den beiden letzten Volkszählungen um etwa die Hälfte angestiegen:
| Jahr | Einwohner         | Quelle       |
| ---- | ----------------- | ------------ |
| 1992 | keine Detaildaten | Volkszählung |
| 2001 | 571               | Volkszählung |
| 2012 | 844               | Volkszählung |
| 2024 |                   | Volkszählung |

Die Einwohner der Region Capinota gehören in erster Linie der ethnischen Gruppe der Quechua an.